# اریکا وانگاس
اریکا وانگاس (انگلیسی: Erika Vanegas؛ زادهٔ ۷ ژوئیهٔ ۱۹۸۸) بازیکن فوتبال اهل مکزیک است.

وی همچنین در تیم‌های ملی فوتبال زنان مکزیک بازی کرده‌است.